# محمود (سلطان ترنگانو)
سلطان محمود المکتفی بالله شاه ابن المرحوم سلطان اسماعیل ناصرالدین شاه کی‌اس‌تی‌جی(جاوی:سلطان محمود المکتفی بالله شاه ابن المرحوم سلطان إسماعیل ناصر الدین شاه؛ زادهٔ ۲۹ آوریل ۱۹۳۰ –درگذشت ۱۴ مهٔ ۱۹۹۸) از روز ۲۱ سپتامبر ۱۹۷۹ تا ۱۴ مهٔ ۱۹۹۸، به عنوان هفدهمین سلطان ترنگانو حکمرانی کرد.

## درگذشت
در روز ۱۴ مه ۱۹۹۸، او در بیمارستان ماونت الیزابت، سنگاپور درگذشت و پسرش سلطان میزان زین‌العابدین جانشین او شد‌. پیکر او در آرامگاه یادمانی سلطنتی جدید در جوار مسجد المکتفی بالله شاه در کوالا ترنگانو دفن گردید. ضمن اینکه او اولین سلطان ترانگانو بود که در این مکان به خاک سپرده شد.